# Smilax megacarpa
Smilax megacarpa är en enhjärtbladig växtart som beskrevs av A.Dc. Smilax megacarpa ingår i släktet Smilax och familjen Smilacaceae. Inga underarter finns listade.